# Quella te
Quella te è un singolo del cantautore italiano Gazzelle, pubblicato il 9 dicembre 2016 come primo estratto dal primo album in studio Superbattito.

## Descrizione
Il brano è stato prodotto registrato e mixato da Igor Pardini, con la supervisione artistica di Leo Pari e il mastering di Andrea Suriani.

## Video musicale
Il videoclip è stato pubblicato sul canale YouTube di Maciste Dischi il 9 dicembre 2016 ed è stato girato da Paula Lingyi Sun. In esso, vengono rappresentate alcune situazioni della vita notturna a Roma di una giovane ragazza, interpretata da Martina Nermin De Pretto.

## Tracce
1. Quella te – 3:05